# Walter Lehmann
Walter Lehmann (Suiza, 13 de enero de 1919) fue un gimnasta artístico suizo, especialista en el ejercicio de barra horizontal, gracias al cual consiguió ser subcampeón olímpico en Londres 1948.

## Carrera deportiva
Sus mayores triunfos son haber conseguido la plata olímpica en barra fija u horizontal en las Olimpiadas de Londres 1948 —quedando situado en el podio tras su compatriota Joseph Stalder y por delante del finlandés Veikko Huhtanen—, y la medalla de oro en la general individual del Mundial de Basilea 1950.